# Podisma ruffoi
Podisma ruffoi är en insektsart som beskrevs av Baccetti 1971. Podisma ruffoi ingår i släktet Podisma och familjen gräshoppor. Inga underarter finns listade i Catalogue of Life.